# Vallabhbhai Patel
Sardār Vallabhbhai Jhaverbhai Patel (in gujarati વલ્લભભાઈ પટેલ, Vallabhbhāī Paṭel, AFI: [ʋəlːəbːʰɑi dʒʰəʋeɾbʰɑi pəʈel]; Nadiad, 31 ottobre 1875 – Bombay, 15 dicembre 1950) è stato un politico indiano che giocò un ruolo di primo piano nel movimento indipendentista e nell'unificazione politica del paese.
In India e nel resto del mondo, viene spesso indicato con l'epiteto di sardār, che significa capo in molte lingue indiane.

## Biografia
Nacque e crebbe a Nadiad, nell'odierno distretto di Kheda (nel Gujarat), e studiò da solo, svolgendo poi un tirocinio che gli permise di diventare avvocato difensore. In seguito divenne un avvocato di successo, esercitando prima nel distretto di Kheda, poi a Londra presso il Middle Temple e infine, tornato in India, ad Ahmedabad.

### Attività patriottica
Presi a modello la filosofia e il lavoro del Mahatma Gandhi, Patel organizzò i contadini di Kheda, Borsad e Bardoli in una serie di proteste non violente e basate sulla disobbedienza civile contro le politiche oppressive imposte dal governo britannico dell'India. Divenne quindi uno dei leader più influenti del Gujarat. Divenne uno dei massimi dirigenti del Partito del Congresso Indiano, organizzandolo per le elezioni del 1934 e del 1937 e promosse il movimento Quit India.

### Passaggio dei poteri
Nel periodo del passaggio dei poteri dalla Corona britannica al governo indiano si ebbero numerosi disordini e ammutinamenti, e tra questi quello della marina indiana nel porto di Bombay nel 1946: Patel convinse gli ammutinati a terminare la ribellione con la promessa che le loro rivendicazioni sarebbero state prese in considerazione da parte del Partito del Congresso. Insieme a Vapal Pangunni Menon, elaborò un piano per far trasferire i poteri dai britannici al dominion dell'India in modo abbastanza veloce; inoltre fu prevista la possibilità di secessione per quelle regioni nelle quali la popolazione avesse deciso in tal senso con un referendum.

#### L'integrazione dei principati
Accorto, franco e tenace, insieme al suo vice agli interni V. P. Menon, riuscì a fare in modo che quasi tutti i principi indiani aderissero alla nuova Repubblica Indiana entro la data del 15 agosto 1947.
Il metodo fu graduale: prima una semplice richiesta di adesione, poi l'assorbimento dei principati e una rendita sostanziosa per i principi. Con i più restii Patel e Menon ricorrevano a veri e propri ultimatum per la consegna del potere entro un certo lasso di tempo, con la minaccia di fomentare insurrezioni popolari nel principato se il principe non avesse aderito all'India. Con questa politica, dei 570 principati soltanto tre non aderirono subito: Hyderabad, Junagadh e Kashmir.

#### La politica verso il Pakistan
Nel 1947 Patel fece ostruzionismo nella spartizione dei beni mobili fra India e Pakistan e questa fu una delle cause della vulnerabilità militare del Pakistan in quegli anni, posizione in parte ammorbidita in seguito all'ultimo digiuno di Gandhi nel gennaio 1948 quando Patel gli promise di sbloccare i 40 milioni di sterline che il governo indiano aveva fino a quel momento rifiutato di versare al Pakistan.

### Attività di governo
Quando si formò il primo governo dell'India indipendente, Patel fu nominato ministro degli interni e degli stati e occupò anche la carica di vice primo ministro, appositamente creata per lui. A causa della sua forte personalità molti dirigenti del Partito del Congresso Indiano lo considerarono il candidato alla successione di Gandhi, ma la mancanza di fascino carismatico e le sue idee politiche conservatrici lo misero in ombra rispetto a Nehru, anche se questo gli consentì di esercitare un potere notevole senza dare troppo nell'occhio.

### Dopo la morte
Nell'ottobre del 2018, vicino alla diga Sardar Sarovar, nel Gujarat, sua terra natìa, gli è stata dedicata una statua. 
Con i suoi 182 metri di altezza, la statua dell'Unità è la più alta del mondo.